# Proeremotherium
Proeremotherium ist eine ausgestorbene Gattung der Faultiere aus der Familie der Megatheriidae. Sie lebte im Pliozän vor rund 5 Millionen Jahren im nördlichen Südamerika. Dort wurden im Falcón-Becken in Venezuela bisher zwei weitgehend vollständige Schädel geborgen. Die Funde weisen die Tiere als mittelgroße Vertreter der bodenlebenden Faultiere aus. Im Schädelbau ähnelt Proeremotherium dem späteren und riesigen Eremotherium. Es wird daher angenommen, dass die beiden Angehörigen der Faultiere in einer direkten verwandtschaftlichen Beziehung zueinander stehen. Die Gattung wurde im Jahr 2006 eingeführt.

## Merkmale

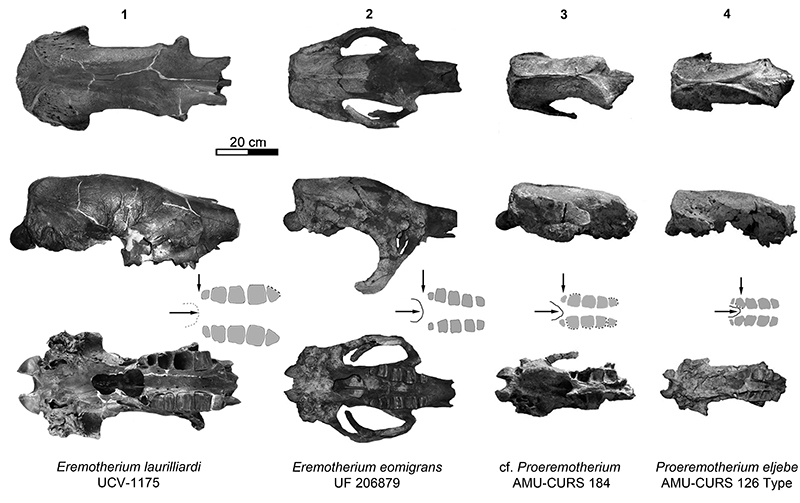
Die beiden Schädel von Proeremotherium (rechts) im Vergleich mit denen von Eremotherium (links); Ansicht von mehreren Seiten; die Umrisse der jeweiligen Zahnreihen sind grau dargestellt; die Pfeile verweisen auf das hintere Gaumenloch mit Umriss, Ausdehnung und Lage in Bezug zu den Zähnen

Proeremotherium war ein mittelgroßer Vertreter der Megatheriidae und deutlich kleiner als das verwandte Eremotherium. Überliefert sind von der Gattung bisher zwei nahezu vollständige Schädel. Diese waren 45,5 bis 46,0 cm lang und im Bereich des Hirnschädels 16,0 bis 16,8 cm breit. Der Schädel hatte allgemein eine niedrige und langgestreckte Form mit der größten Breite jeweils am vorderen und hinteren Ansatz des Jochbogens. Im Vergleich zum robusten Schädel von Megatherium wirkte der von Proeremotherium eher grazil. Die Stirnlinie verlief in Seitenansicht leicht aufgewölbt, was sich vor allem im mittleren Drittel abzeichnete. Am Nasenbein befand sich aber eine leichte Eindellung. In der Aufsicht war das Rostrum deutlich dreieckig geformt, was von keinem anderen Vertreter der Megatherien bekannt ist. Am Scheitelbein erhob sich ein kräftiger Scheitelkamm. Dieser setzte bei den beiden Schädeln unterschiedlich an, einerseits am vorderen, andererseits am hinteren Jochbogenansatz. Vorn löste er sich in zwei Temporallinien auf, die gerade oder konvex geformt waren. Das Hinterhauptsbein bildete wie bei Eremotherium einen Winkel von 90°, bei Megatherium war er deutlich stumpfer. Die Gelenkflächen des Hinterhauptes zur Verbindung mit der Halswirbelsäule standen prominent nach hinten ab und waren halbkugelig geformt. Sie saßen analog zu Eremotherium relativ niedrig am Schädel knapp oberhalb der Gaumenebene, was unter anderem von Megatherium oder von Pyramiodontherium mit ihren hoch ansetzenden Condylen abweicht. Die Schädelbasis bildete ebenfalls in Übereinstimmung mit Eremotherium, aber auch mit Megathericulus eine Ebene mit dem Gaumen. Bei Megatherium lag erstere höher, was durch die stärker hochkronigen Zähne verursacht wurde. Der vordere Jochbogenansatz befand sich im Bereich des zweiten molarenartigen Zahns. Der vordere Rand des hinteren Gaumenloches erreichte bei Proeremotherium den vierten bis fünften molarenartigen Zahn, bei Eremotherium setzte er weiter hinten an.
Das Gebiss von Proeremotherium besaß den typischen Aufbau, wie er auch von anderen entwickelten Megatherien bekannt ist. Jede Zahnreihe bestand oben aus fünf Zähnen, die in ihrer Form Molaren glichen. Beide Reihen verliefen mehr oder weniger parallel zueinander, der innere Abstand variierte zwischen 43 und 49 mm. Die einzelnen Zähne jeder Reihe standen dicht beieinander, ein Diastema hinter dem ersten Zahn war im Gegensatz zu den meisten anderen Faultieren nicht ausgebildet. Typischerweise hatten die Zähne einen quadratischen Umriss mit Ausnahme des letzten, der kurz und breit war. Die Form der Zähne entsprach der der anderen entwickelten Megatherien, bei ursprünglicheren Angehörigen wie Megathericulus hatten sie noch einen rechteckigen Umriss. Sie wiesen die für Megatherien charakteristischen zwei scharfen Leisten quer zur Zahnlängsachse auf mit einer dazwischenliegenden tiefen V-förmigen Einbuchtung. Die gesamte obere Zahnreihe erreichte eine Länge von 16,9 cm, was knapp 37 % der Schädellänge entspricht. Der größte Zahn war der dritte mit 3,6 cm Länge und 3,2 cm Breite.

## Fossilfunde
Von Proeremotherium liegen bisher zwei Schädel aus dem Falcón-Becken im Norden von Venezuela vor. Im Falcón-Becken, eine rund 36.000 km² großen Senke, sind Ablagerungen der Urumaco-Sequenz aufgeschlossen, die in den Zeitraum vom Unteren Miozän bis zum Pliozän gehören und somit eine Zeitspanne von rund 20 Millionen Jahren abdecken. Die Sedimente können drei geologischen Gesteinseinheiten zugeordnet werden, der Socorro-, Urumaco- und der Codore-Formation. Alle drei zusammen formen eine der wichtigsten Fossillagerstätten des nördlichen Südamerikas aus dem Neogen. Der zuerst entdeckte Schädel von Proeremotherium entstammt der Codore-Formation etwa 1,5 km nordwestlich von Cerro Chiguaje. Die Gesteinseinheit wird aus dunkelfarbenen, kreuzgeschichteten Sandsteinen und helleren Kalksteinen gebildet und entstand im Übergang vom Oberen Miozän zum Unteren Pliozän vor etwa 6 Millionen Jahren. Die Ablagerungen lassen sich als Reste eines ehemaligen Flussdeltas deuten. Vor allem das untere Schichtglied, das El Jebe Member, ist fossilführend. So sind unter anderem Reste von Vertretern der Glyptodontidae und von Vögeln belegt. Neben Proeremotherium kam hier mit Bolivartherium noch ein weiteres Faultier vor, das jedoch zu den Mylodontidae gehört. Aus älteren Ablagerungen der Urumaco-Sequenz stammen hingegen Nachweise von Urumaquia als Mitglied der Megatherien. Des Weiteren wurden Pseudoprepotherium, Magdalenabradys, Eionaletherium und Urumacotherium dokumentiert, die alle Mylodonten repräsentieren, während Urumacoconus und Pattersonocnus Angehörige der Megalonychidae darstellen. Bezüglich der Faultiere bildet die Urumaco-Sequenz damit eine Fossillagerstätte mit hoher Diversität, vergleichbar zu gleichalten Fundstellen aus dem südlichen Südamerika, etwa der Pamparegion oder Mesopotamia.
Ein zweiter Schädel wurde in der San-Gregorio-Formation entdeckt, 12 km nordnordwestlich der Stadt Urumaco. Mit einem Bildungszeitraum vom Oberen Pliozän bis zum Unteren Pleistozän gehört sie nicht mehr zur Urumaco-Sequenz. Die Hauptkomponenten der Gesteinseinheit bestehen aus Kalksteinen mit einem geringen Anteil an Sandsteinen und Konglomeraten. Sie entstand unter tropischen Bedingungen in einer aus mäandrierenden Flüssen durchsetzten Savannenlandschaft. Ein Großteil der Fossilfunde der San-Gregorio-Formation ist dem Vergel Member zuzuschreiben, welches das älteste von insgesamt drei Schichtgliedern bildet. Zusätzlich zu dem Schädel der Faultiergattung kamen hier auch Reste von Nagetieren wie Meerschweinchenverwandten zu Tage, aber auch von Gürteltieren, Vertretern der Pampatheriidae und Glyptodontidae sowie der Südamerikanischen Huftiere. Weitere Faunenkomponenten werden durch Krokodile gebildet.

## Paläobiologie
Die beiden bekannten Schädel von Proeremotherium zeigen einzelne Variationen, was etwa den Verlauf der Temporallinien oder die Länge des Scheitelkamms, aber auch den Jochbogenansatz und die Orientierung der Gelenke des Hinterhauptsbeins betrifft. Momentan kann aber nicht gesagt werden, ob es sich um einen Geschlechtsdimorphismus, unterschiedliche Altersstadien oder taxonomische Abweichungen handelt.

## Systematik
Proeremotherium ist eine Gattung aus der ausgestorbenen Familie der Megatheriidae aus der Unterordnung der Faultiere (Folivora). Die heute artenarme Gruppe der Faultiere wies in ihrer stammesgeschichtlichen Vergangenheit eine hohe Formenvielfalt auf. Dabei können innerhalb der Faultiere verschiedene Entwicklungslinien unterschieden werden. Die Megatheriidae bilden demnach zusammen mit den Megalonychidae und den Nothrotheriidae eine enger verwandte Gruppe, die Überfamilie der Megatherioidea. Nach skelettanatomischen Analysen bilden die Megatherioidea neben den Mylodontoidea eine der beiden großen Faultierlinien. Dieser klassischen Sichtweise gegenüber stehen molekulargenetische und proteinbasierte Untersuchungen, die mit den Megalocnoidea eine zusätzliche dritte Linie erkennen lassen. Die Megatherioidea schließen laut den letzteren Analysen auch die Dreifinger-Faultiere (Bradypus) und damit eine der beiden heute noch bestehenden Faultiergattungen ein.
Die Megatheriidae brachten die größten bekannten Vertreter der Faultiere hervor, namentlich Megatherium und Eremotherium. Beide kamen überwiegend im Pleistozän vor, ersteres beschränkte sich auf die Pampas- und Andenregion Südamerikas, letzteres erreichte im Zuge des Großen amerikanischen Faunentauschs den südlichen Teil Nordamerikas. Aufgrund der Schädelmerkmale wird Proeremotherium als nahe verwandt mit Eremotherium betrachtet. Dessen phylogenetischer Vorläufer war lange Zeit unbekannt, die stärkere Anpassung an tropische Klimabedingungen ließ aber einen Ursprung im eher nördlichen Südamerika vermuten. Die Entdeckung reichhaltiger Faultierreste des Mittleren bis Oberen Miozäns sowie des Pliozäns im nördlichen Südamerika, vor allem in der Urumaco-Sequenz, unterstützt diese Ansicht, zumal sich auch Vertreter der Megatherien darunter befinden. Demnach könnte Proeremotherium oder eine weitere nahe verwandte Form während des Pliozäns nach Norden gewandert sein, um dort den Grundstock für das spätere Eremotherium zu bilden. Im Verlauf des Pleistozäns erreichte Eremotherium wiederum im Zuge einer Rückwanderung Südamerika. Ähnliches wird auch für Glyptotherium aus der Gruppe der Glyptodontidae angenommen.
Die Gattung Proeremotherium wurde im Jahr 2006 durch Alfredo A. Carlini und Forscherkollegen wissenschaftlich erstbeschrieben. Als Grundlage diente der Schädel aus der Codore-Formation im Falcón-Becken Venezuelas, der damit als Holotyp fungiert (Exemplarnummer AMU-CURS 126). Der Gattungsname weist mit seinem Namensbestandteil Eremotherium und der lateinischen Vorsilbe pro- („für“) auf die vermutete nahe Verwandtschaft der beiden Gattungen hin. Die einzige bekannte Art ist P. eljebe, das Artepitheton bezieht sich auf die genauere Fundposition im El Jebe Member der Codore-Formation. Der Schädel war bereits zwei Jahre zuvor erwähnt, jedoch der Gattung Plesiomegatherium zugewiesen worden.